# Watraszew
Watraszew – wieś sołecka w Polsce położona w województwie mazowieckim, w powiecie grójeckim, w gminie Chynów.
W latach 1975–1998 miejscowość administracyjnie należała do województwa radomskiego.
Nazwa pochodzi od nazwiska Watraszewski, właściciela wsi (wiek XIX). Przed II wojną światową 60% populacji stanowili Niemcy wysiedleni przymusowo po 1945 roku. Ich miejsce zajęła ludność napływowa narodowości polskiej głównie ze wschodu.